# Křečík a Gréta
Křečík a Gréta (v anglickém originále Hamster & Gretel) je americký animovaný komediální televizní seriál Disney Channel, vytvořený Danem Povenmirem. Jeho první díl měl premiéru 12. srpna 2022 na Disney Channel. 
V lednu 2023 bylo potvrzeno, že seriál získal přípravu pro druhou řadu. 

## Děj
16letý chlapec jménem Kevin musí spolupracovat se svou sestrou Grétou, když ona a její mazlíček křeček (pojmenovaný Křečík) získají superschopnosti od mimozemšťanů a stanou se superhrdinským duem oddaným ochraně jejich města.

## Obsazení

### Hlavní role
- Meli Povenmire jako Gréta Grant-Gomezová (český dabing: Klára Nováková)
- Michael Cimino jako Kevin Grant-Gomez (český dabing: Jindřích Žampa)
- Beck Bennett jako Křečík
- Joey King jako Winifred "Fred" Grantová (český dabing: Viktorie Taberyová)
- Matt Jones jako Dave Grant-Gomez
- Carolina Ravassa jako Carolina Grant-Gomezová

### Vedlejší role
- Priah Ferguson jako Bailey Carterová
- Michael-Leon Wooley jako Roman Carter
- Pamela Adlon jako Nordle
- Liza Koshy jako Veronica Hillová
- Akintoye jako Anthony
- Hiromi Dames jako Hiromi Tanaka
- Abby Espiritu jako Naya
- Dan Povenmire a Joanna Hausmann jako Neviditelní mimozemšťané

## Vysílání
| Řada | Díly | Premiéra v USA | Premiéra v USA   | Premiéra v ČR  | Premiéra v ČR  |
| Řada | Díly | První díl      | Poslední díl     | První díl      | Poslední díl   |
| ---- | ---- | -------------- | ---------------- | -------------- | -------------- |
| 1    | 30   | 12. srpna 2022 | 9. prosince 2023 | 5. června 2023 | 26. dubna 2024 |
| 2    | 20   | 2024           | bude oznámeno    | bude oznámeno  | bude oznámeno  |